# Hoquei sobre herba als Jocs Olímpics d'Estiu del 2000 - Competició masculina
Als Jocs Olímpics d'Estiu del 2000 celebrats a la ciutat de Sydney (Austràlia) es realitzà una competició en categoria masculina d'hoquei sobre herba, que juntament amb la prova en categoria femenina formà part del programa olímpic d'hoquei sobre herba als Jocs.
La competició es disputà entre els dies 16 i 30 de setembre del 2000 al State Hockey Centre.

## Comitès participants
Hi participaren un total de 191 jugadors de 12 comitès nacionals diferents:
| - Alemanya - Argentina - Austràlia - Canadà |  | - Corea del Sud - Espanya - Índia - Països Baixos |  | - Polònia - Malàisia - Pakistan - Regne Unit |

## Resum de medalles
| Prova          | Or | Argent | Bronze |
| Hoquei masculí | Països BaixosRonald Jansen · Erik Jazet · Wouter van Pelt · Bram Lomans · Diederik van Weel · Stephan Veen · Jeroen Delmee · Jacques Brinkman · Remco van Wijk · Teun de Nooijer · Jaap-Derk Buma · Peter Windt · Sander van der Weide · Piet-Hein Geeris · Marten Eikelboom | Corea del SudKim Yoon · Ji Seong-Hwan · Seo Jong-Ho · Kim Chel-Hwan · Kim Yong-Bae · Han Hyung-Bae · Kim Kyung-Seok · Kim Jung-Chul · Song Seung-Tae · Kang Keon-Wook · Kong Keon-Wook · Hwang Jong-Hyun · Lim Jung-Woo · Jeon Jong-Ha · Jeon Hong-Kwon · Yeo Woon-Kon · Lim Jong-Chun | AustràliaMichael Brennan · Adam Commens · Jason Duff · Troy Elder · James Elmer · Damon Diletti · Lachlan Dreher · Paul Gaudoin · Jay Stacy · Daniel Sproule · Stephen Davies · Michael York · Craig Victory · Stephen Holt · Matthew Wells · Brent Livermore |

## Medaller
| Posició | País          | Or | Argent | Bronze | Total |
| 1       | Països Baixos | 1  | 0      | 0      | 1     |
| 2       | Corea del Sud | 0  | 1      | 0      | 1     |
| 3       | Austràlia     | 0  | 0      | 1      | 1     |

## Resultats

### Primera fase
Grup A
| Equip         | Pts | J | G | E | P | GF | GC |
| ------------- | --- | - | - | - | - | -- | -- |
| Pakistan      | 9   | 5 | 2 | 3 | 0 | 15 | 6  |
| Països Baixos | 8   | 5 | 2 | 2 | 1 | 11 | 8  |
| Alemanya      | 8   | 5 | 2 | 2 | 1 | 7  | 6  |
| Regne Unit    | 5   | 5 | 1 | 2 | 2 | 8  | 16 |
| Malàisia      | 4   | 5 | 0 | 4 | 1 | 5  | 6  |
| Canadà        | 3   | 5 | 0 | 3 | 2 | 7  | 11 |

| 16 de setembre |     |            |
| Països Baixos  | 4–2 | Regne Unit |
| Canadà         | 2–2 | Pakistan   |
| Malàisia       | 0–1 | Alemanya   |
| 18 de setembre |     |            |
| Països Baixos  | 0–0 | Malàisia   |
| Regne Unit     | 1–8 | Pakistan   |
| Alemanya       | 2–1 | Canadà     |
| 20 de setembre |     |            |
| Països Baixos  | 5–2 | Canadà     |
| Malàisia       | 2–2 | Regne Unit |
| 21 de setembre |     |            |
| Alemanya       | 1–1 | Pakistan   |
| 23 de setembre |     |            |
| Malàisia       | 2–2 | Pakistan   |
| Països Baixos  | 2–2 | Alemanya   |
| 24 de setembre |     |            |
| Regne Unit     | 1–1 | Canadà     |
| 26 de setembre |     |            |
| Malàisia       | 1–1 | Canadà     |
| Països Baixos  | 0–2 | Pakistan   |
| Alemanya       | 1–2 | Regne Unit |

Grup B
| Equip         | Pts | J | G | E | P | GF | GC |
| ------------- | --- | - | - | - | - | -- | -- |
| Austràlia     | 11  | 5 | 3 | 2 | 0 | 12 | 6  |
| Corea del Sud | 8   | 5 | 2 | 2 | 1 | 9  | 7  |
| Índia         | 8   | 5 | 2 | 2 | 1 | 9  | 7  |
| Argentina     | 5   | 5 | 1 | 2 | 2 | 13 | 13 |
| Polònia       | 4   | 5 | 1 | 2 | 2 | 12 | 14 |
| Espanya       | 2   | 5 | 0 | 2 | 3 | 7  | 15 |

| 16 de setembre |     |               |
| Corea del Sud  | 1–1 | Espanya       |
| 17 de setembre |     |               |
| Austràlia      | 4–0 | Polònia       |
| Argentina      | 0–3 | Índia         |
| 19 de setembre |     |               |
| Espanya        | 1–4 | Polònia       |
| Argentina      | 2–2 | Corea del Sud |
| Austràlia      | 2–2 | Índia         |
| 21 de setembre |     |               |
| Corea del Sud  | 2–0 | Índia         |
| Argentina      | 5–5 | Polònia       |
| Austràlia      | 2–2 | Espanya       |
| 23 de setembre |     |               |
| Espanya        | 2–3 | Índia         |
| Austràlia      | 2–1 | Argentina     |
| 24 de setembre |     |               |
| Polònia        | 2–4 | Corea del Sud |
| 25 de setembre |     |               |
| Espanya        | 1–5 | Argentina     |
| 26 de setembre |     |               |
| Austràlia      | 2–1 | Corea del Sud |
| Polònia        | 1–1 | Índia         |

### Quadre final
|  | Semifinals     | Semifinals     |       |                | Final          | Final |
|  |                |                |       |                |                |       |
|  | 28 de setembre |                |       |                |                |       |
|  | Pakistan       | 0              |       |                |                |       |
|  | Corea del Sud  | 1              |       |                |                |       |
|  |                |                |       |                |                |       |
|  |                |                |       |                | 30 de setembre |       |
|  |                |                |       |                | Corea del Sud  | 3 (4) |
|  |                | Països Baixos  | 3 (5) |                |                |       |
|  |                |                |       |                |                |       |
|  |                |                |       |                |                |       |
|  |                |                |       |                | Tercer lloc    |       |
|  | 28 de setembre | 28 de setembre |       | 30 de setembre | 30 de setembre |       |
|  | Austràlia      | 0 (4)          |       | Pakistan       | 3              |       |
|  | Països Baixos  | 0 (5)          |       |                | Austràlia      | 6     |